# Lou Monte
Lou Monte, pseudonimo di Louis Scaglione (Manhattan, 2 aprile 1917 – Pompano Beach, 12 giugno 1989), è stato un cantante statunitense di origini italiane.

## Biografia
Nato a Manhattan, aveva origini calabresi. Interprete di successi di musica italiana, napoletana, calabrese e americana, nonché chitarrista, ottenne successo anche in Italia col brano umoristico Pepino, the Italian Mouse (Peppino 'o suricillo), cantato con Aurelio Fierro.
Nel 1964 avrebbe dovuto partecipare al Festival di Sanremo con il brano Sole pizza e amore, ma viene sostituito in extremis da Marina Moran.

## Discografia

### Album
- Lou Monte Sings for You (1957)
- Here's Lou Monte (1958)
- Lou Monte Sings Songs for Pizza Lovers (1958)
- Italian House Party (1959)
- Italiano USA (1960)
- Lou Monte Sings the Great Italian American Hits (1961)
- Lou Monte Live!!! In Person (1962)
- Pepino, the Italian Mouse & Other Italian Fun Songs (1962)
- Spotlight on Lou Monte & Botti-Endor Quartet (1962)
- More Italian Fun Songs From Lou Monte & The Gang (1963)
- Lou Monte's Golden Hits (1964)
- The Mixed-Up Bull from Palermo (1965)
- The Best of Lou Monte (1966)
- Lou Monte Sings Good Time Songs (1967)
- Lou Monte, Fun Italian Style (197?)
- Lou Monte Discovers America (1976)
- Lou Monte's Greatest Hits (1977)
- Shaddap You Face (1981)
- Pepino Meets Babalucci (198?)

A questi lavori si aggiungono numerosi singoli ed EP, nonché diversi CD postumi.